# Maliebaan 35
In het pand Maliebaan 35 op de Utrechtse Maliebaan was tijdens de bezetting het hoofdkwartier van de Nationaal-Socialistische Beweging (NSB) gevestigd. 
Het pand werd in 1937 van de Utrechtsche Asphaltfabriek gekocht door Mussert zelf en twee geldschieters. Mussert werd eigenaar voor 1/2 deel en Jorden Steenbeek particulier Aerdenhout (gem Bloemendaal) en Frederik Ernst Müller fabrikant Utrecht beide voor 1/4 deel. 
De Duitse bezetter en daaraan verbonden Nederlandse organisaties namen tijdens de Tweede Wereldoorlog in meerdere panden aan de Maliebaan hun intrek, waaronder de Duitse Sicherheitsdienst, Luftwaffe, Grüne Polizei, Abwehr en de Nederlandsche SS. Van de NSB nam hun afdeling Propaganda haar intrek op nummer 31, Volkscultuur en Sibbekunde op 33, de Weerbaarheidsafdeling kwam op 76 en de Nederlandse Volksdienst vestigde zich op nummer 90. 
Maliebaan 35 werd door de NSB gebruikt als hoofdkwartier. Hun leider Anton Mussert had er zijn werkkamer op de eerste verdieping. Het balkon aan de voorzijde van het pand gebruikte hij voor het afnemen van parades op de Maliebaan en voor toespraken. Reichsführer-SS Heinrich Himmler kwam in 1942 naar Nederland en bracht een bezoek aan de Maliebaan 35.